# フルクトース-2,6-ビスリン酸-2-ホスファターゼ
フルクトース-2,6-ビスリン酸-2-ホスファターゼ(Fructose-2,6-bisphosphate 2-phosphatase、EC 3.1.3.46)は、以下の化学反応を触媒する酵素である。
β-D-フルクトース-2,6-ビスリン酸 + 水{\displaystyle \rightleftharpoons }β-D-フルクトース-6-リン酸 + リン酸
従って、この酵素の基質はβ-D-フルクトース-2,6-ビスリン酸と水の2つ、生成物はβ-D-フルクトース-6-リン酸とリン酸の2つである。
この酵素は加水分解酵素に分類され、特にリン酸モノエステル結合に作用する。系統名は、β-D-フルクトース-2,6-ビスリン酸-2-ホスホヒドロラーゼ(beta-D-fructose-2,6-bisphosphate 2-phosphohydrolase)である。この酵素は、フルクトース及びマンノースの代謝に関与している。

## 構造
2007年末時点で、13個の構造が解明されている。蛋白質構造データバンクのコードは、1BIF、1C7Z、1C80、1C81、1FBT、1K6M、1TIP、2AXN、2BIF、2DWO、2DWP、2I1V、3BIFである。